# Ogun
Den här artikeln handlar om guden Ogun. För delstaten med samma namn, se Ogun, Nigeria

Vevesymbolen för Ogun.

Ogun (även Ogum) är en gud i mytologin hos yorubafolket i Nigeria i Västafrika och i den haitiska voodoon. Han fanns också i Dahomeyrikets mytologi under namnet Gu.
Som andeväsen associeras Ogun med järnet och betraktas som smedernas skyddsväsen. Han har även rollen som jakt- och stridsgud. I myterna om honom berättas det att han som jägare anförde de andra gudarna ner till jorden.